# Superhero (Heroes & Villains)
Superhero (Heroes & Villains) è un brano musicale del produttore discografico statunitense Metro Boomin e dei rapper statunitensi Future e Chris Brown, pubblicato il 2 dicembre 2022 come title track del secondo album in studio Heroes & Villains.

## Composizione
Superhero (Heroes & Villains) viene definita una canzone trap che presenta «808 martellanti e fiati smorzati» nella produzione, su cui Future rappa con un «flow consueto simile a un canto» e con uno stile simile a quello di DS2. Nella seconda parte, la base «sfuma in sintetizzatori cupi» con in primo piano la strofa di Chris Brown, che parla di persone che non avrebbero voluto vederlo fare successo. Il brano contiene anche un campionamento di una barra di Jay-Z contenuta nella canzone So Appalled di Kanye West, ovvero «long enough to see yourself become a villain (abbastanza a lungo da vedersi diventare un cattivo)».

## Accoglienza
La canzone ha ricevuto recensioni generalmente positive da parte della critica. Hamza Riaz di Mic Cheque l'ha giudicata come uno dei migliori brani di Heroes & Villains, pur scrivendo che «quando c'è una nuova voce, viene inserita in un filone scollegato di un brano che avrebbe beneficiato senza di essa», citando la canzone come esempio. Peter A. Berry di Complex ha elogiato la voce di Future, descrivendola come «un mix di minaccia, turbolenza e oscenità comicamente schietta», così come la transizione della base, definita «tanto teatrale quanto fluida». HipHopDX ha definito il singolo «un altro successo che si rifà alla magia degli anni ottanta, passando da fiati prolungati a note di sintetizzatore elaborate in modo bizzarro verso la fine, quando Chris Brown interviene con un outro breve ma memorabile».

## Videoclip
Il videoclip ufficiale del brano è stato pubblicato in concomitanza con l'uscita dell'album Heroes & Villains. Il video inizia con Metro Boomin e Future coinvolti in un furto di diamanti, prima di passare a una serie di scene surreali, tra cui Metro che fa surf in cielo. Chris Brown e la sua rispettiva strofa alla fine della canzone non compaiono nel video.

## Classifiche

### Classifiche settimanali
| Classifica (2022-23) | Posizione massima |
| -------------------- | ----------------- |
| Australia            | 30                |
| Austria              | 71                |
| Canada               | 7                 |
| Francia              | 94                |
| Germania             | 75                |
| Grecia               | 3                 |
| Islanda              | 11                |
| Irlanda              | 22                |
| Lettonia             | 59                |
| Lituania             | 29                |
| Lussemburgo          | 18                |
| Nuova Zelanda        | 29                |
| Portogallo           | 21                |
| Romania              | 18                |
| Stati Uniti          | 8                 |
| Svezia               | 6                 |
| Svizzera             | 23                |

### Classifiche di fine anno
| Classifica (2023) | Posizione |
| ----------------- | --------- |
| Canada            | 42        |
| Stati Uniti       | 38        |